# 万木草堂
23°7′41″N 113°15′59″E / 23.12806°N 113.26639°E
万木草堂旧址位于中国广东省广州市越秀区大塘街道文德社区中山四路长兴里3号，为三间三进、两天井、硬山顶的青砖祠堂式建筑，面积663平方米。始建于清朝嘉慶九年（1804年），原是广东省邱氏子弟到省城应试的居住处，原名邱氏書室，故附近街坊俗稱其邱家祠。在晚清时期，康有为在此创办了一所私立学堂。

## 歷史
邱氏書室是由清朝的增城舉人丘覺黃於嘉慶九年（1804年）倡議，經「廣東十府十州八十縣」丘姓人士議決，集資將彭公館購得，修葺而成。丘氏家族建書室的目的：一是培育後裔。丘氏子弟在此學習，然後可前往不出百米的番禺學宮（今廣州農民運動講習所）參加科舉考試；二是祭祀紀念先祖。當時在廣東各地均無丘氏的統一祠堂，那麼在省城建一間書室而兼祠堂功能的房屋，一舉兩用，乃丘氏家人的共同願望。
嘉慶十二年（1807年），丘仲欽在《丘家祠牌譜》序言寫道：「書室之建，所以妥先靈而庇後嗣者也。故凡建書室，必擇吉地。凡擇吉地，多在郡邑都會之區。粵東省城，夙號五羊名邦，實為百越首郡，固天下一大都會也。」「蓋以此地，龍來西北，七赤坐宮，玉犬吠金烏。嘗為粵宦康公所賞識。且按其四勢，城門秘密。龍昂越秀之山，虎伏清水之濠。禺山後排，識三花聚鼎；東山前列，觀五炁朝元。又況珠海白雲，血脈祖宗，更得山川之融結，得此以為書室，地靈人傑，其殆興者機乎！」其實，在丘氏書室北與西北不出50米之地，是廣州都城隍廟和西漢南越國宮署遺址。
在萬木草堂正門上方鐫有「邱氏書室」四個大字而非「丘氏」的原因是，「丘」是「氏」而不是「姓」。「姓」是母系社會的標誌，「氏」則是父系社會的表現。「氏」從「姓」來，丘氏從炎帝神農氏姜姓而來，姜子牙（呂尙）興周滅紂，周武王封地於山東齊國的營丘。三子穆公紀念其父封地為營丘，同時齊太公姜子牙（呂尙）又給三子穆以領地，名曰封丘，世居河南封丘。號稱「河南堂」。丘氏書室正堂上掛的即是此三個字。清雍正三年（1725年），雍正皇帝頒發詔諭，孔子是至聖，孔子名「丘」，為尊敬先師，後人必須避諱。於是朝廷的文官開會討論後議決，凡姓「丘」的人，必須在「丘」字的右旁加上「阝」（邑）成為「邱」。中華民國初立時，丘逢甲大力推動恢復本來的姓氏，於是廣東、福建一帶很多丘姓族人，尤其是與丘逢甲同屬一個方言群的客家人恢復「丘」姓，但仍有不少丘姓族人繼續保留「邱」。
1891年至1898年康有为在广州授徒讲学，力图以教育兴国，鼓吹变法，培养出了梁启超、陈千秋、麦孟华、徐勤等一批政治家和学者。他们后来都成为戊戌变法的骨干人物。
丘逢甲於1896年6月首次到萬木草堂，其時草堂已被清廷取締，屋宇也早也歸還丘家。丘逢甲在此先後拜見了廣東巡撫許仙屏、翰林院編修劉葆貞、菊坡精舍山長梁詩五等。這也是丘逢甲第一次到廣州，在邱氏書室寫下了《鎮海樓》、《珠江書感》等20多首詩。他第二次到書室是在1903年冬辭去嶺東學堂監督一職前來，謀求在省城發展新式教育，未果返回家鄉。第三次到書室是1906年，他被兩廣總督岑春煊聘為兩廣學務處視學、廣州府中學堂監督、商業職業學校監督，從此長時間在丘氏書室住下。
万木草堂历史上曾三迁堂址：现定为广州市文物保护单位的中山四路长兴里旧址是万木草堂最早的落堂处，原名“邱氏书室”；1892年，草堂迁至卫边街的邝家祠，地点在今广卫路附近；1893年又迁至广府学宫仰高祠（即今文明路广州市第一工人文化宫内），原定仰高祠租赁期10年，但到1898年戊戌变法失败后，该处即遭清廷查封，堂中藏书300余箱亦被同时销毁。
万木草堂所迁的三址，后二址今已不存，现存的长兴里遗址曾被改作民居、工厂，后被空置，仅门面及“邱氏书室”石额仍存旧观。萬木草堂原來與秦萼生故居相連，後者後來被清拆。
2004年，广州市建委与规划局、文化局等单位投入了1300万元人民币迁出了原先居住在草堂内的40多家居民，并开始对草堂进行修缮以及完善配套设施。万木草堂完成装修后作为越秀区博物馆向市民开放。

## 康有为与万木草堂
万木草堂是康有为于戊戌变法前在广州讲学的地方，先后三迁其址。清光绪十六年（1890）春，康有为携眷到广州，住在布政司前惠爱街的“云衢书屋”，此为其曾祖父康式鹏（云衢）遗下的祖屋。康有为开始在此授徒，学生有陈千秋，几个月后梁启超也从学海堂转学来拜康有为为师。到了第二年，学舍迁至现在中山四路长兴里3号邱氏书院，创办了长兴学舍。这是万木草堂的前身。
邱氏书院是广东省内邱姓族人集资兴建，以之作为省内各县姓邱的考生参加省试的宿舍。笔者在10多年前经友人介绍，访问了在解放前和解放初期负责管理这间书院的邱觉斯先生。邱先生时年78岁，虽然年逾古稀，但精神矍铄，记忆力很好。他原籍广东饶平，在访问时笔者与他说潮州话，因而分外亲切。据称，这间书院是清朝嘉庆年间增城举人邱觉黉倡建的。先是以2000两白银向彭家公馆买来这块地皮，1804年动工，1806年建成，耗资四五万两，建筑总面积1000多平方米。康有为在此讲学时，只包租书院东面二楼一部分，学生也住在那里。
康有为自己说：1891年“始开学堂于长兴里讲学，著《长兴学记》以为学规，与诸子日夕讲业，大发求仁之义，而讲中外之故，救中国之法。”（《自编年谱》）可见这是一间新式学堂的雏形。《长兴学记》在谈到学堂的教育目的时说：“夫勉强为学，务在逆于常纬。”“常纬”指“积习”，逆于常纬即革除积习，公开表示要与当时学术界占统治地位的古文经学（汉学）和“宋学”唱对台戏。
长兴学舍建立后，慕名而来拜师的有韩文举、梁朝杰、曹泰、王觉任、麦孟华、徐勤，陈和泽、林奎、潘藻鉴等，年轻士子熙熙攘攘，给这条古老的小巷增添了无限生机，成为培养维新人才的第一个摇篮。1892年，由于慕名前来求学的人增多，所租邱氏书院几间房子容纳不下，遂迁至现在广卫路与吉祥路附近卫边街邝氏祠（今14路公共汽车总站附近）。这时学生增至40余人，由陈千秋任学长，协助教学与管理。1893年冬，又迁至广府学宫的仰高祠（今市一宫后面），租期十年，可见康有为是作了长期打算的。康有为正式在这里挂起“万木草堂”的匾额。翌年，康有为与梁启超入京应试，给事中余联沅告了康有为一状，说他“惑世诬民，非圣无法，同少正卯，圣世不容，请焚《新学伪经考》，而禁粤士从学。”梁启超闻讯，到处奔走营救。康有为的好友沈曾植、盛昱、黄绍箕、文廷式也出面讲情，并电告广东学政徐琪救援，张謇、曾广钧也求翁同和帮忙。两广总督李瀚章派知县李滋然查复。李滋然讲了一些好话，称该书并无离经异说，倒是十分尊崇孔子的。李瀚章据此上奏云：查明《新学伪经考》，乃辨刘歆之增篡圣经，以尊孔子，并非离经，既经奏参，即饬其自行抽毁。结果，只是《新学伪经考》毁版，没有封闭万木草堂，算是宽大处理了。
清光绪二十一年（1895）康有为再次上京应试，发动了著名的“公车上书”，签名的举人有1200多人，他又中了新科进士，康有为声名鹊起。可是，清廷只授给他一个工部主事的小京官，他表示：“未能为五斗米折腰，故不到署。”（《自编年谱》）遂南下广州，继续在万木草堂讲学，学生增至100多人，除上日课外，又增开夜班。
万木草堂的教学方法，体现了康有为的革新精神。
- 一是康有为注意采用比较法。引“西学”以论证“中学”，“每论一学，论一事必上下古今，以究其沿革得失，又引欧美以比较证明之。”比较教学法在过去的书院也有采用，但多用古今比较以进行“考证”；康有为除了古今比较之外，还进行中外比较，使学生视野扩大，有利于启发学生积极思维。在流传下来的《万木草堂讲义》中，可见康有为常用比较法讲学。如“三世”比较云：“乱世，削大夫；升平世，削诸侯；太平世，削天子。”又人与动植物比较云：“草木倒生，故无聪明；兽横生，尚近；人立生，故聪明。”认为植物的头在下，野兽的头与身体平行，人的头在顶端。他以此来区分人、草木、兽，采用的是学生日常见到的事物，却悟出深远的道理。
- 二是注意培养学生的独立工作能力。如学生梁启超、徐勤、王镜如、梁朝杰等，充当学长，参加教学和管理。康有为人京应试，草堂教学工作由学长代为主持。每天功课，依康有为所订计划阅读和做笔记，不懂则向学长请教。康有为按德智体三方面，分别设立约礼、博文、干城三科学长。当时梁启超、徐勤都是很称职的学长。有一年，梁启超入京应试，由王镜如代学长，镜如口吃，口齿不伶俐，每有讲授，同学逃避不到，并讥之为“王莽篡位”，成为笑话。康有为还组织一些高才生参加著述，由康有为写出提纲和开列书目，指定学生分工合作写书，大大提高学生独立工作的能力。
- 三是把教学和科学研究结合起来。康有为在万木草堂的讲学过程，著有《长兴学记》、《新学伪经考》、《魏晋六朝诸儒杜撰典故考》、《史记书目考》、《孟子大义考》、《墨子经上注》、《国语原本》、《孟子为公羊学考》、《论语为公羊学考》、《三世演孔图》（未成）、《孔子改制考》、《春秋董氏学》、《春秋学》、《日本变政记》等10余种，形成康氏学派，为维新变法做好思想理论准备。
- 四是注意互教共学，强调学生集体学习的好处。康有为反对传统的“独学”，他说：“独学，则无讲习渐摩之益，则必孤陋而寡闻，勤苦而难成。今欧美百业必出于学校，益深得之矣。”又说：“凡艺业必合群讲习而后精，……君子亦必居学校乃致道也。”这种强调互教共学，切磋琢磨，互相启发的学习方法，是值得加以继承和发扬的。
- 五是树立新学风。曾在万木草堂学习的卢湘父回忆说：“万木草堂之教法，志在培养有用之人才。其所讲授，非当时学者之所愿听，亦非读书不多者之所能听。草堂来学者，大都读书颇多，而志趋稍异者，故人才之萃于一门，非偶然也。”这位学生感受最深的，就是万木草堂的学风纯正。梁启超也说，康有为讲课，“循循善诱，至诚恳恳，殆孔子所谓诲人不倦者焉。其讲演也，如大海潮，如狮子吼，善能振荡学者之脑气，使之悚息感动，终历不能忘，又常反复说明，使听者涣然冰释，怡然理顺，心悦而诚服”。学生除了听课之外，主要靠自学和做读书笔记。每位学生都有一本功课簿，相当于今天的作业簿。学生有疑难，也可以写在里面。康有为对学生提出的疑难，都作书面批复。又设一本《蓄德簿》，在学生宿舍传递，写上警句、格言和互勉的话，以培养学生高尚情操。

康有为很注意道德品质的教育。他提出“志于道，据于德，依于仁，游于艺”作为他的教育纲领。“艺”指礼、乐、射、御、书、数六艺，他认为“射”、“御”二艺已不适用，应改为图（图谱）和枪（射击技术）。在德育方面，尤强调“激励气节，发扬精神”，对学生进行爱国主义教育。万木草堂的所在地仰高祠，祀有广东历代名宦如吴隐之、宋璟等。吴隐之，晋安帝时任广州刺史。他赴任时经石门，这里有一口水井，叫做“贪泉”，据说饮了此水，到广州做官的人，无不贪污。吴隐之不信，停舟饮了贪泉水，并赋《酌贪泉》诗云：
古人云此水，一歃怀千金。
试使夷齐饮，终当不易心。
吴隐之到广州后，为官清廉，不贪百姓一文钱，广州人民把他入祀仰高祠，以表彰其高风亮节。
宋璟是唐睿宗、玄宗名相，因反对太平公主撤换太子，遂遭迫害，贬为广州都督。当时广州住房，多为竹寮茅舍，容易引起火灾。宋璟到了广州，教民烧砖瓦，盖起瓦房。广东百姓为了纪念这位有功于岭南的官员，也入祀仰高祠。入祀仰高祠的木牌有数十个，就放在讲堂中的神龛内，平时人们也不大注意。有一天，梁启超发现了一个秘密，惊异地说：“张宏范的神主牌也在这里！”大家蜂拥而上，议论起来。原来张宏范为南宋大将，后投降元朝，在新会崖门迫宋帝昺蹈海而死，还勒石纪功，大书：“张宏范灭宋于此。”明朝爱国思想家陈白沙加一宋字于其名上，变成“宋张宏范灭宋于此”。一字之贬，严于斧钺。像这样的无耻降将，怎能入祀仰高祠呢？启超的弟弟梁启勋，年方18岁，血气方刚，跃上神龛，把张宏范的木主摔下，到厨房取来菜刀，正欲砍下去。年龄大些的陈荣衮，慌忙制止说：“且慢。彼不知罪，岂肯伏法？待我宣布其罪状，然后行刑未迟。”语毕，提笔疾书云：尔张宏范，以汉族之子孙，作胡奴之爪牙，欺赵氏之孤寡，促宋室之灭亡。犹复勒石崖门，妄夸已绩。陈白沙曾以一字之贬，严斧钺之诛。乃复窃位仰高，滥膺祀典。若非加以显戮，何以明正典刑？尔肉体幸免天诛，尔木主难逃重辟。尔奸魂其飞于九万里之外，毋污中土。
　
陈荣当众宣读声讨张宏范罪行文，梁启勋用力挥刀，木主顿开两半，交付厨房，充当柴火，以示焚骨扬灰之意。这一桩发生于万木草堂的焚木主事件，虽近儿戏，但也可见在康有为的“激励气节，发扬精神”的思想教育下，学生爱憎分明，立志报效祖国。正如卢湘 父说：“万木草堂不过私人讲学之所，在两年同学中，其人数不满五十，似乎无足轻重。但当时能转移风气，与戊戌之百日维新，为中国之一大转机，实基于万木草堂之学风，与万木草堂之人物，有以致之，是不可不一述也。” 据张伯桢回忆，各省学子，闻风前来求教的达3000人。1898年万木草堂查禁前，名列康门学生有106人：陈千秋、梁启超、曹泰、徐勤、梁朝杰、韩文举、王觉任、麦孟华、陈和泽、林奎、欧榘甲、汤叡、林缵统、张伯桢、梁启勋、麦仲华、曹硕、刘青崖、刘桢麟、梁启麒、梁启田、韩昙、韩叔河、韩菱甫、陈荣、容任秋、黎祖健、康同和、康同懃、张祖诒、张达瑔、潘之博、钟宝华、邓仲果、李镇波、杜乐三、许作韶、龙泽厚、龙焕纶、程式谷、况仕任、伍庄、郑洪年、张学璟、江孔殷、邓元翊、陈介叔、麦鼎华、梁应骝、陈国镛、谭饧镛、邓伯村、罗惇曧、罗惇、卢子骏、陈焕章、韩铭基、叶觉迈、叶衍华、梁元理、冯挺之、张寿波、张凤冈、潘藻鉴、梁伯鸣、梁君可、梁启用、罗普、钟卓京、罗伯雅、陆敦骙、陆乃翔、劳焜、李绶卿、潘焱熊、阮鉴光、陈士廉、邝寿民、陈继俨、陈继征、郑宪成、叶柳宅、伦明、陈汝成、孔昭焱、刘俊庵、许守白、吴功谱、陈逊宜、崔洞若、欧阳桂、朱通儒、杨维新、姚君悫、冯霖若、甘启元、张雪峰、邝崧龄、陈高第、陈官桃、何云衢、曹毅、王德潜、钱维骥、梁文卿、维景福等。
在众多的康门弟子中，脱颖而出的有康氏“十大弟子”。今概述如下：
1. 陈千秋（1869－1895），广东南海西樵人，字通甫，一字礼吉，号随生，是康有为的第一位受业弟子。入康门之前，已著有《广经传释词》。拜康有为为师之后，康有为对他讲人类是由猿猴进化的，他深信不疑。他的接受能力强，康有为称他“天才亮特，闻一知二，志宏而思深，气刚而力毅，学者之所未见也”。（《自编年谱》）他在长兴学舍出任首任学长，康有为的《新学伪经考》、《孔子改制考》等名著，他均参加编纂，有“康门的颜回”之美誉，可惜于1895年3月死于肺病，时年仅26岁。康有为对他的英年早逝十分惋惜地说：“礼吉（陈千秋）聪明绝人，而气魄刚毅，大道完成，为负荷第一人，竟夭年，仅二十六，痛哉！”陈千秋著有《仁说》、《性论》、《教宗平议》等，惜临终前均被自己焚毁。
2. 梁启超（1873－1929），广东新会人，字卓如，号任庵，为康门第二位弟子。拜康有为为师前已中了举人，而康有为当时还是秀才呢！秀才教举人，一时传为美谈。原来梁启超与陈千秋在学海堂为同窗好友，陈千秋熟谙历朝掌故，辅导梁启超治考据典章之学。后来陈千秋首拜康有为为师，继而推荐梁启超入康门。他与陈千秋同任长兴学舍学长，协助康有为编纂《新学伪经考》、《孔子改制考》等书，在戊戌变法中是康有为的得力助手，历史上并称为“康梁变法”。著有《饮冰室合集》，涉猎遍及史学、政治学、法学、经济学、哲学、宗教学、民族学、小说、政论、散文游记、诗词、戏剧、书法理论等，计有1400余万言，是一位名副其实的通才。卒于1929年，冯玉祥将军亲撰挽联云：“矢志移山亦艰苦，大才如海更纵横。”颇足以概括梁氏一生。
3. 徐勤（1873－1945），广东三水人，字君勉，号雪庵。康有为弟子，光绪二十二年（1896）为万木草堂学长。家资素富，举凡草堂租屋刻书费用，以及同学生活困难者，皆由他救济。1897－1898年任澳门《知新报》撰述，宣传变法，并经常为上海《时务报》撰文，其最著者为《中国除害议》，抨击科举制度，揭露中国社会的黑暗，引起清政府疾恨而受压制。1898年任日本横滨大同学校校长。1905年，在香港办《商报》。翌年，在新加坡办《南洋总汇报》。民国元年任首届国会议员，1916年2月回广东任讨袁军总司令。晚年居天津，1945年病逝。
4. 曹泰（1872年－1895），广东南海人，字箸伟。长兴学舍首批学生，协助康有为编纂《新学伪经考》、《孔子改制考》等。梁启超把陈千秋喻为万木草堂的“龙”，把曹泰喻为万木草堂的“象”，可见其地位。惜英年夭逝，康有为有悼诗云：深思好学似扬雄，奥字奇文谁与通。若为创教思明胜，访道罗浮叹落红。1894年，他随康有为到桂林，撰有《游桂林题壁》诗云。梁启超称曹泰的诗为“哲人之诗也，情人之诗也”，给予很高评价。
5. 梁朝杰（1878－？），广东新会人，字伯隽，号出云馆主人。光绪十七年（1891）中举，是康门十大弟子中年纪最小的一位。有一次，他问康有为该读何书，康有为劝他读史，如《资治通鉴》就值得一读。不到一个月，他竟把294卷的《资治通鉴》通读完。康有为问起该书的人物事迹，均答复无误。康有为十分叹服。1895年参加“公车上书”，时年仅17岁。戊戌变法失败后，留学美国，曾任旧金山《世界日报》主笔，著有《出云馆文集》。康有为把他与曹泰并列为“多有成　者”的学生之一。1891年，梁启超入京，梁朝杰赠诗三首。梁启超称他为“天才绝特”，“十四岁乳臭小儿，何处有此识想，得不叹绝”。
6. 韩文举（1864－1944），广东番禺人，字树园，号孔庵，笔名扪虱谈虎客。监生出身，康门首批学生之一。康有为说：“始开学于长兴里讲学，……来学者多志士，若韩文举……多有成者。”曾协助康有为编纂《新学伪经考》、《孔子改制考》等书。任万木草堂学长，湖南长沙时务学堂教习，澳门《知新报》撰述。著有《近世中国秘史》。1900年参加自立军起义。民国初年在广州办南强公学、觉是草堂，晚年居香港，卒于1944年，著有《树园先生遗集》。
7. 麦孟华（1874－1915），广东顺德人，字孺博，号蜕庵。1891年入长兴学舍拜康有为为师，1893年中举，1895年参加“公车上书”，参与创办《万国公报》（后改名《中外纪闻》），并参加强学会、保国会。1897年在上海联合梁启超等创办不缠足会，并为《时务报》撰文。戊戌变法失败后流亡日本，主持《清议报》笔政，代理大同学校校长。民国初年，袁世凯复辟帝制，曾拉拢麦孟华，授以教育部长，麦断然拒绝，不久病逝。著有《蜕庵诗词》，与潘之博遗著合刊《粤两生集》。
8. 王觉任（生卒不详），广东东莞人，字公裕，一字镜如。1891年入长兴学舍，成为康门首批弟子之一，出任学长，因口吃不善词令，为同学所讥。后任澳门《知新报》撰述。1900年参加自立军起义。后避居港澳，为康有为忠实信徒。民国初年任东莞知县，颇有政声。
9. 杜奎（生卒不详），广东新会人，字慧儒。早年入长兴学舍拜康有为为师，助编《新学伪经考》、《孔子改制考》等书，并负责校对工作，受到康有为的表扬。1897年东渡日本，任横滨华侨学校教员，后回国任律师。
10. 陈和泽（生卒不详），广东南海人，字荫农。早年入长兴学舍拜康有为为师，1897年与杜奎同为横滨华侨学校教员，后回国任广州南强公学校长。

康有为创办万木草堂的目的是培养维新人才，上述康门“十大弟子”的出现，说明康有为的目的是达到了。万木草堂采用新的教学内容和改革教学方法，特别重视道德品质的教育，在近代教育史上谱写了宝贵的一页。王照以“乾坤一草堂，生机回万木”称颂万木草堂，虽然不免夸大其词，但也可见万木草堂的历史作用是不可低估的。